# Kjell Berg
Kjell Berg (11 marzo 1962) è un giocatore di curling norvegese.

## Biografia
Partecipò ai XVI Giochi olimpici invernali edizione disputata a Albertville (Francia) nel 1992, riuscendo ad ottenere la seconda posizione nella squadra norvegese  con i connazionali Stig-Arne Gunnestad, Flemming Davanger, Tormod Andreassen e Pål Trulsen.
Nell'edizione la nazionale svizzera si classificò prima, la statunitense terza. La competizione ebbe lo status di sport dimostrativo